# Österåkers distrikt
Österåkers distrikt är ett distrikt i Vingåkers kommun och Södermanlands län. 
Distriktet ligger norr om Vingåker. 

## Tidigare administrativ tillhörighet
Distriktet inrättades 2016 och utgörs av socknen Österåker i Vingåkers kommun.
Området motsvarar den omfattning Österåkers församling hade vid årsskiftet 1999/2000.